# Образцовка (Павлодарская область)
Образцовка (каз. Образцовка) — упразднённое село в Успенском районе Павлодарской области Казахстана. Входило в состав Успенского сельского округа. Ликвидировано в 2004 г.

## Население
В 1989 году население села составляло 95 человек. По данным переписи 1999 года в селе проживало 61 человек (30 мужчин и 31 женщина).